# Giải vô địch bóng rổ thế giới 2023 (Bảng J)
Bảng J là một trong bốn bảng đấu trong vòng 2 của Giải vô địch bóng rổ thế giới 2023, diễn ra từ ngày 1 đến ngày 3 tháng 9 năm 2023, bao gồm 4 đội, 2 đội đứng đầu bảng C và 2 đội đứng đầu bảng D. Kết quả của giai đoạn vòng bảng cũng sẽ được tính vào bảng xếp hạng, các đội sẽ đối đầu với 2 đội của các bảng đấu khác. Tất cả các trận đấu của bảng diễn ra tại SM Mall of Asia Arena, Pasay, Philippines. Hai đội đứng đầu bảng sẽ giành vé vào vòng cuối cùng, đội đứng thứ ba sẽ được phân vào các vị trí từ 9 đến 12, đội cuối bảng sẽ được phân vào các vị trí từ 13 đến 16.

## Các đội tuyển vượt qua giai đoạn vòng bảng
| Bảng đấu | Nhất bảng | Nhì bảng   |
| -------- | --------- | ---------- |
| C        | Hoa Kỳ    | Hy Lạp     |
| D        | Litva     | Montenegro |

## Bảng xếp hạng
| VT | Đội        | ST | T | B | ĐT  | ĐB  | HS   | Đ  | Giành quyền tham dự |
| -- | ---------- | -- | - | - | --- | --- | ---- | -- | ------------------- |
| 1  | Litva      | 5  | 5 | 0 | 482 | 375 | +107 | 10 | Tứ kết              |
| 2  | Hoa Kỳ     | 5  | 4 | 1 | 507 | 398 | +109 | 9  | Tứ kết              |
| 3  | Montenegro | 5  | 3 | 2 | 397 | 390 | +7   | 8  |                     |
| 4  | Hy Lạp     | 5  | 2 | 3 | 392 | 419 | −27  | 7  |                     |

## Các trận đấu

### Hoa Kỳ vs Montenegro
| 1 tháng 9 năm 2023 16:40 | Chi tiết | Hoa Kỳ                                                             | 85–73 | Montenegro                                                      |  | SM Mall of Asia Arena, Pasay Số khán giả: 7,699 Trọng tài: Yohan Rosso (Pháp), Boris Krejič (Slovenia), Gatis Saliņš (Latvia) |
| 1 tháng 9 năm 2023 16:40 | Chi tiết | Điểm mỗi set: 19–18, 18–20, 24–17, 24–18                           |       |                                                                 |  | SM Mall of Asia Arena, Pasay Số khán giả: 7,699 Trọng tài: Yohan Rosso (Pháp), Boris Krejič (Slovenia), Gatis Saliņš (Latvia) |
| 1 tháng 9 năm 2023 16:40 | Chi tiết | Điểm: Edwards 17 Chụp bóng bật bảng: Ingram 5 Hỗ trợ: Haliburton 6 |       | Điểm: Vučević 18 Chụp bóng bật bảng: Vučević 16 Hỗ trợ: Perry 6 |  | SM Mall of Asia Arena, Pasay Số khán giả: 7,699 Trọng tài: Yohan Rosso (Pháp), Boris Krejič (Slovenia), Gatis Saliņš (Latvia) |

### Litva vs Hy Lạp
| 1 tháng 9 năm 2023 20:40 | Chi tiết | Litva                                                                      | 92–67 | Hy Lạp                                                        |  | SM Mall of Asia Arena, Pasay Số khán giả: 5,986 Trọng tài: Manuel Mazzoni (Ý), Mārtiņš Kozlovskis (Latvia), Kerem Baki (Thổ Nhĩ Kỳ) |
| 1 tháng 9 năm 2023 20:40 | Chi tiết | Điểm mỗi set: 20–20, 19–23, 25–15, 28–9                                    |       |                                                               |  | SM Mall of Asia Arena, Pasay Số khán giả: 5,986 Trọng tài: Manuel Mazzoni (Ý), Mārtiņš Kozlovskis (Latvia), Kerem Baki (Thổ Nhĩ Kỳ) |
| 1 tháng 9 năm 2023 20:40 | Chi tiết | Điểm: Jokubaitis 19 Chụp bóng bật bảng: Valančiūnas 9 Hỗ trợ: Jokubaitis 6 |       | Điểm: Walkup 21 Chụp bóng bật bảng: Walkup 8 Hỗ trợ: Walkup 7 |  | SM Mall of Asia Arena, Pasay Số khán giả: 5,986 Trọng tài: Manuel Mazzoni (Ý), Mārtiņš Kozlovskis (Latvia), Kerem Baki (Thổ Nhĩ Kỳ) |

### Hy Lạp vs Montenegro
| 3 tháng 9 năm 2023 16:40 | Chi tiết | Hy Lạp                                                                | 69–73 | Montenegro                                                           |  | SM Mall of Asia Arena, Pasay Số khán giả: 6,193 Trọng tài: Daniel García (Venezuela), Kristian Paez (Ecuador), Péter Praksch (Hungary) |
| 3 tháng 9 năm 2023 16:40 | Chi tiết | Điểm mỗi set: 14–19, 16–17, 12–14, 27–23                              |       |                                                                      |  | SM Mall of Asia Arena, Pasay Số khán giả: 6,193 Trọng tài: Daniel García (Venezuela), Kristian Paez (Ecuador), Péter Praksch (Hungary) |
| 3 tháng 9 năm 2023 16:40 | Chi tiết | Điểm: Papapetrou 16 Chụp bóng bật bảng: Bochoridis 6 Hỗ trợ: Walkup 6 |       | Điểm: Vučević 19 Chụp bóng bật bảng: Dubljević 9 Hỗ trợ: Dubljević 9 |  | SM Mall of Asia Arena, Pasay Số khán giả: 6,193 Trọng tài: Daniel García (Venezuela), Kristian Paez (Ecuador), Péter Praksch (Hungary) |

### Hoa Kỳ vs Litva
| 3 tháng 9 năm 2023 20:40 | Chi tiết | Hoa Kỳ                                                                      | 104–110 | Litva                                                                         |  | SM Mall of Asia Arena, Pasay Số khán giả: 11,349 Trọng tài: Antonio Conde (Tây Ban Nha), Kato Takaki (Nhật Bản), Boris Krejič (Slovenia) |
| 3 tháng 9 năm 2023 20:40 | Chi tiết | Điểm mỗi set: 12–31, 25–23, 28–17, 39–39                                    |         |                                                                               |  | SM Mall of Asia Arena, Pasay Số khán giả: 11,349 Trọng tài: Antonio Conde (Tây Ban Nha), Kato Takaki (Nhật Bản), Boris Krejič (Slovenia) |
| 3 tháng 9 năm 2023 20:40 | Chi tiết | Điểm: Edwards 35 Chụp bóng bật bảng: Portis 5 Hỗ trợ: Brunson, Haliburton 7 |         | Điểm: Kariniauskas 15 Chụp bóng bật bảng: Sedekerskis 11 Hỗ trợ: Jokubaitis 6 |  | SM Mall of Asia Arena, Pasay Số khán giả: 11,349 Trọng tài: Antonio Conde (Tây Ban Nha), Kato Takaki (Nhật Bản), Boris Krejič (Slovenia) |